# Yeonjung
Yoo Yeon-jung (en hangul, 유연정; en hanja, 兪璉靜; katakana: ユ・ヨンジョン; Gwangmyeong, Gyeonggi, 3 de agosto de 1999), más conocida por su nombre monónimo Yeonjung (en hangul, 연정), es una cantante surcoreana. Participó en el programa de supervivencia Produce 101 de Mnet. En la final, se posicionó en el número once del programa y debutó dentro del disuelto grupo I.O.I. Yoo también se unió a otro grupo llamado WJSN, formado por Starship Entertainment, donde se encuentra activa actualmente.

## Biografía
Yoo nació el 3 de agosto de 1999 en Corea del Sur. Actualmente está estudiando en la Escuela de Arte Multi Hanlim.

## Carrera

### Predebut
Yeonjung antes de unirse a Starship Entertainment, había audicionado para JYP Entertainment y también fue una aprendiz de S.M. Entertainment.

### Produce 101 e I.O.I
Durante su estadía en Produce 101, Yeonjung intentaba impresionar a los demás concursantes y entrenadores por su canto y su capacidad vocal. El entrenador elogió la voz de Yeonjung Yeonjung puede bailar y cantar bien, por lo que el entrenador solía decir que era la segunda Hyolyn de Starship Entertainment.
Cuando eligieron a las mejores aprendices, Yeonjung consiguió el mayor número de votos, superando a muchos otros participantes como Kim Se Jeong, quien tenía una voz emotiva y traía emociones y la aprendiz Kim Yuna, que tenía voz potente y recursos internos.
Yeonjung se posicionó en el número once y debutó en I.O.I. Ella asumió el papel de la vocalista principal en el grupo.

## Filmografía

### Apariciones en programas de televisión
- 2016-2017, 2019: King of Mask Singer, concursó como "Snow Cornice, Our Town" - (ep. 91-92), concursó como "Princess Ji Jasmine" - (ep. "Seollal Idol Special")[2]